# Dieter Krausch
Dieter Krausch ist ein deutscher Basketballtrainer und -spieler.

## Leben
1972 gelang Krausch der Sprung von der Jugend- in die Herrenmannschaft des Bundesligisten MTV Gießen, er gewann bereits in seinem ersten Jahr den DBB-Pokal. Im Spieljahr 1974/75 wurde der Aufbauspieler mit den Mittelhessen deutscher Meister. 1981 verließ er Gießen in Richtung West-Berlin und wurde Trainer beim DTV Charlottenburg in der Bundesliga. Er betreute die Berliner unter anderem in deren erstem Jahr in der höchsten deutschen Spielklasse, 1981/82.
Krausch arbeitete 1986/87 als Trainer beim Damen-Bundesligisten Agon Düsseldorf und führte den Serienmeister der 1980er Jahre in dieser Saison zum Gewinn der deutschen Meisterschaft. 1987 trat er das Traineramt beim MTV Gießen an, gab dieses aber bereits im Laufe des Spieljahres 1987/88 wieder ab.